# Dalarö distrikt
Dalarö distrikt är ett distrikt i Haninge kommun och Stockholms län. 
Distriktet omfattar Dalarö och omgivande mark och öar.

## Tidigare administrativ tillhörighet
Distriktet inrättades 2016 och utgörs av socknen Dalarö i Haninge kommun.
Området motsvarar den omfattning Dalarö församling hade vid årsskiftet 1999/2000.